# Mungo Martin
Mungo Martin oder Nakapenkem (Potlatch-Häuptling, mehr als zehnmaliger), auch einfach Datsa (Großvater) genannt (* 1879 (oder wenig später) in Tsax̲is (Fort Rupert), British Columbia; † 16. August 1962 in Victoria), war einer der bedeutendsten Künstler der kanadischen First Nations. Geboren als einer der hochgestellten Angehörigen der Kwakiutl, die zu den Kwakwaka'wakw zählen, und die an der Ostküste im Norden von Vancouver Island leben, trat er besonders im Bereich der Schnitzkunst, der Malerei, aber auch als Sänger und Texteschreiber hervor. Er wurde als Carver of the Century bezeichnet und trug maßgeblich zur Wiederbelebung der Kunst der Nordwestküste Nordamerikas bei. Bis 1947 arbeitete er in Tsaxis, dann ging er nach Vancouver, 1952 nach Victoria, wo er die berühmten Pfähle vor dem Royal British Columbia Museum hinterließ.

## Leben

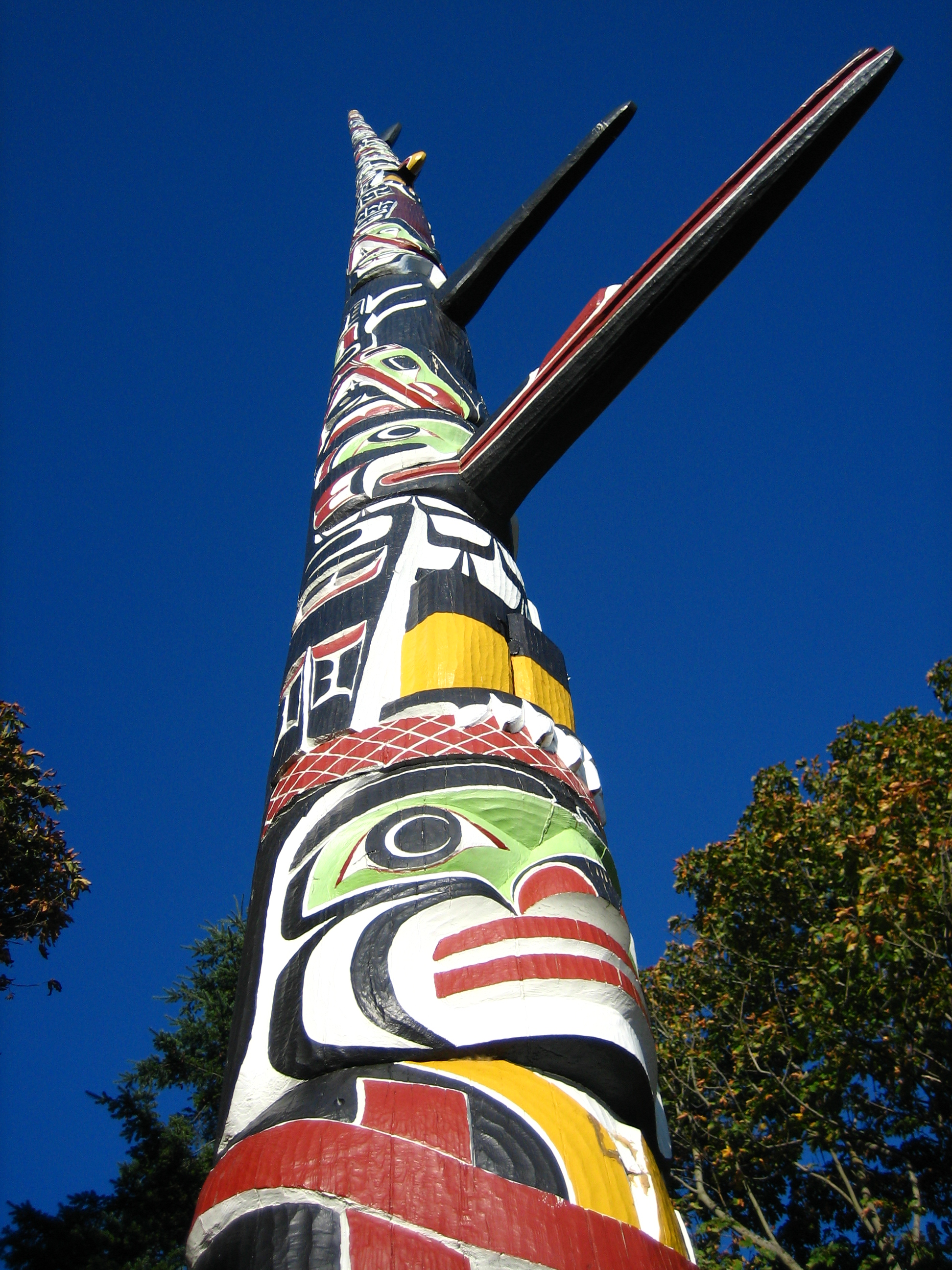
Der von Mungo und David Martin, sowie von Henry Hunt geschnitzte Totempfahl, der am 2. Juli 1954 dem Beacon Hill Park in Victoria gestiftet wurde. Er ist knapp 39 m hoch.

Mungo Martin wurde 1879 in Fort Rupert als Sohn des Yaxnukwelas, eines hochrangigen Kwicksutaineuk auf Gilford Island, und der Q'omiga (Sarah Finlay) aus der einflussreichen Hunt-Familie geboren. Seine Mutter wiederum hatte eine Kwakwaka'wakw-Mutter und einen schottischen Vater, der für die Hudson’s Bay Company gearbeitet hatte. Yaxnukwelas starb bereits 1889 und seine Mutter heiratete erneut. Martins Ziehvater wurde damit Yakuglas (Charlie James), der seinen Lebensweg als Künstler stark beeinflusste.
Q'omiga drängte darauf, dass er Schnitzmeister (woodcarver) und ein Sänger wurde, Yakuglas unterstützte ihn dabei. Dazu hielt die Mutter auf Rituale, bei denen sich Mungo Martin in diese Kulturtechniken einleben konnte. Er entwickelte eine so ausdrucksstarke Kunst, dass er bald zur treibenden Kraft bei der Wiederbelebung der von der kanadischen Regierung unterdrückten indigenen Kultur wurde, die sich um das Potlatch entwickelt hatte. Dabei strahlte er auf Künstler wie Tom Omhid, Willie Seaweed, mit dem er eine der bedeutendsten Maskengruppen schnitzte, und Dan Cranmer aus. Er heiratete in zweiter Ehe die Künstlerin Abaya (Sarah Smith), die sich auf Webtechniken spezialisiert hatte. Sie wurde von Edward Curtis fotografiert.
Martin scheute sich trotz seiner starken Verwurzelung in der Kunst der Nordwestküste nicht, auch Lieder anderer Kulturen zu lernen und vorzutragen, wie etwa der Navajo und sogar japanische Volkslieder, die er wiederum von Kwakwaka'wakw gelernt hatte, die mit Japanern arbeiteten oder nach Japan gefahren waren. Insgesamt wurden 124 seiner Lieder aufgenommen, rund 400 sind bekannt.
Wie die meisten Indianer der Westküste lebte Martin von Fischfang, den er bald kommerziell betrieb.

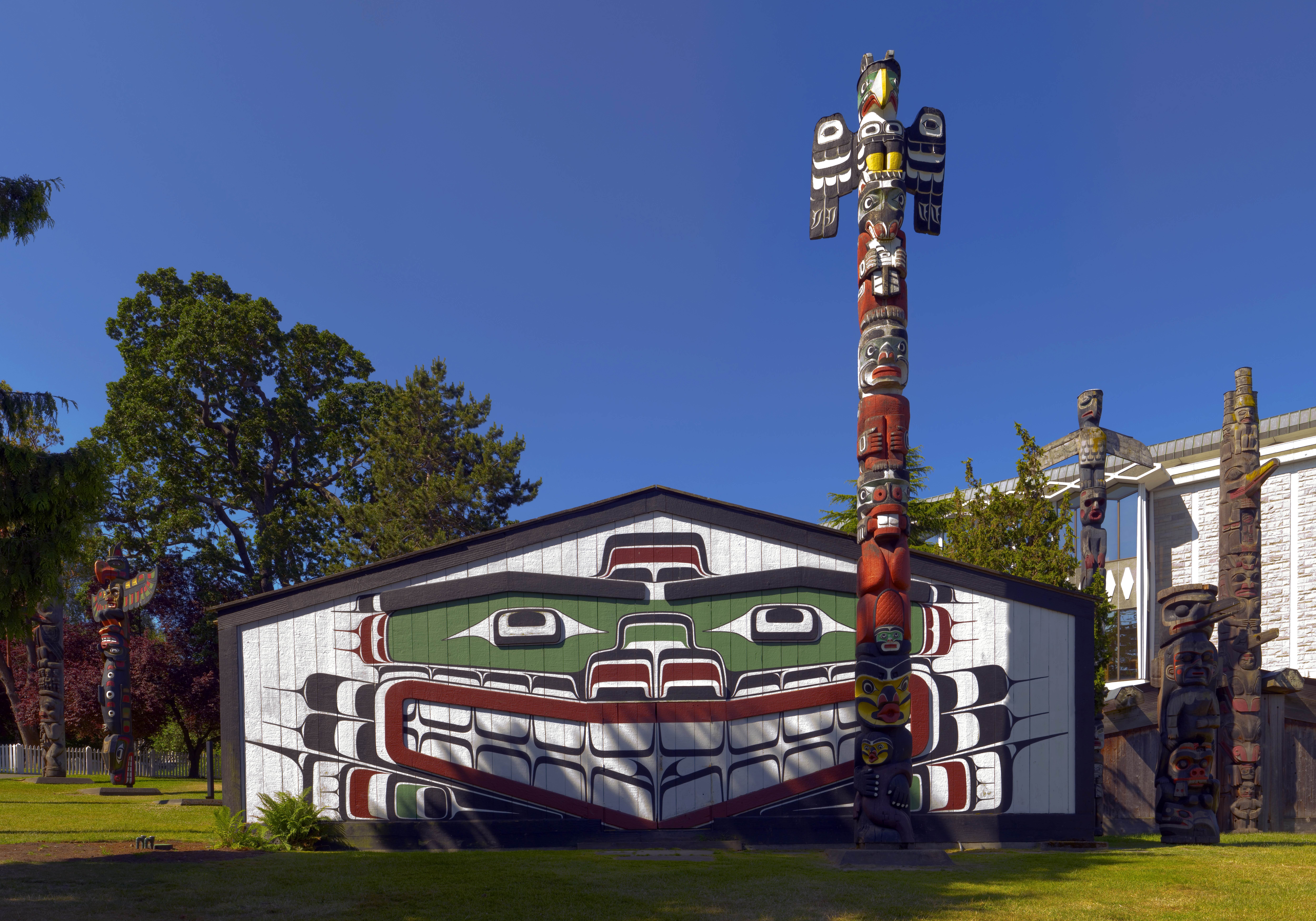
Wawadit'la, bekannt als Mungo Martin House, ein Big House der Kwakwaka'wakw mit Totempfählen, die Mungo Martin 1953 für den Thunderbird Park in Victoria angefertigt hatte.

Mungo Martins Ziehvater Charlie James war selbst ein anerkannter Meister der Schnitzkunst, der seinen ersten großen Totempfahl um 1900 in Alert Bay unter dem Namen Raven of the Sea aufgerichtet hatte. In den 1920er Jahren begann die kanadische Regierung das Verbot des Potlatch, das seit 1885 Gültigkeit beanspruchte, mit polizeilichen Mitteln durchzusetzen. Dazu wurden Masken und sonstige Ritualgegenstände konfisziert. Indianeragenten und Polizisten gingen Hinweisen nach und durchsuchten zahlreiche Häuser; viele Gegenstände wurden versteckt. Mungo Martin hielt an den Ritualen fest und hielt sie im Verborgenen ab. Als die Verbote ab 1949 gelockert wurden, begann eine Gruppe traditioneller Häuptlinge, unter ihnen Mungo Martin, die Zeremonien und Künste wieder zu beleben. Martin hielt unmittelbar nach Aufhebung des bis 1951 bestehenden Potlatch-Verbots erstmals diese Feier drei Tage lang öffentlich in Victoria ab.
Im Ausland warb Kanada hingegen gern mit seiner kulturellen Vielfalt. 1939 erhielt Martin dementsprechend den Auftrag, für die Weltausstellung in New York einen Totempfahl zu schnitzen.
1947 sollte er für das Museum of Anthropology an der University of British Columbia in Vancouver Restaurierungsarbeiten durchführen und Replikate erstellen, damit die Originale geschützt und restauriert werden konnten 1951 errichtete er einen Totempfahl in Vancouver in Erinnerung an seinen Vorfahren Kalifix.
1952 erhielt er vom Royal British Columbia Museum in Victoria den Auftrag, Ausstellungsstücke für die Northwest Coastal Art zu erstellen, wozu er einen 160 Fuß (über 50 m) hohen Totempfahl schnitzte. Er wurde 1956 aufgerichtet und stand bis zum Jahr 2000. Im Thunderbird Park vor dem Museum schuf er Wawadit'la, ein Großes Haus der Kwakwaka'wakw, dazu eine Kopie des 1883 geraubten Kitwancool-Totempfahls. Dabei verband ihn eine Freundschaft mit Bill Holm, einem Anthropologen. Hinzu kam Martins Familie, die gleichfalls in der Nähe des Museums wohnte, nämlich in James Bay. Diese waren sein Sohn David und seine Familie sowie die Verwandten Henry und Helen Hunt – letztere war die Enkelin von Martins Frau. Henry Hunt und sein Sohn Tony, der zu dieser Zeit zwölf Jahre alt war, lernten bei Martin. Doch sein Sohn David starb bereits 1959. Henrys Söhne Stanley und Richard Hunt wurden hingegen professionelle Schnitzmeister, ebenso wie Martins Nichte Ellen Neel, die erste Frau unter den Schnitzmeistern.
1958 errichtete Martin einen 100 Fuß hohen Totempfahl als Geschenk der Provinz British Columbia an die Königin von England im nahe London gelegenen Windsor Great Park nahe Windsor Castle.
Auch der Haida Bill Reid, der zehn Tage lang mit Mungo Martin zusammenarbeitete, wurde von ihm beeinflusst, ebenso wie Doug Cranmer, der ebenfalls ein Enkel Abaya'as war.
Neben der künstlerischen Wiederbelebung und der Weitergabe der Fertigkeiten, des Wissens und der rituellen Einbindung der Nordwestküstenkunst brachte Martin sein kulturelles Wissen auch in die ethnologische und anthropologische Forschung ein. So nahm Gunther 1953 Lieder von ihm auf, ebenso wurde er von Holm interviewt.
Mungo Martin starb 1962 im Alter von 83 Jahren in Victoria. Sein Leichnam wurde von einem kanadischen Kriegsschiff nach Alert Bay gebracht; Abaya folgte ihm 1963.